# Der Gemittliche Schläsinger
Der Gemittliche Schläsinger (auch Rübezahl-Kalender) ist das Heimatjahrbuch für die Provinz Schlesien. Die zahlreichen Artikel in jeder Ausgabe beschäftigen sich mit allen Facetten des Lebens im Schlesischen.

## Geschichte
Der Gemittliche Schläsinger wurde 1882 von Max Heinzel gegründet. Da er durch den Ludwig-Heege-Verlag in Schweidnitz herausgegeben wurde, wird der Kalender als gemeinsame Schöpfung vom Max Heinzel und Oskar Güntzel betrachtet. Der Kalender ist ein Jahrbuch für Dichtung und Volksleben und machte Schweidnitz und den Heege-Verlag zum Zentrum für schlesische Mundart. Es seien die Namen der für die Herausgabe Verantwortlichen genannt: Philo vom Walde (Johannes Reinelt), Paul Keller, Robert Sabel, Hermann Bauch und Ernst Schenke. 1942 musste ein Ende gesetzt werden.
Ab dem Jahrgang 1937 gehörte die Reihe zur Liste der auszusondernden Literatur des Ministeriums für Volksbildung der Deutschen Demokratischen Republik.
1981 wurde Der gemittliche Schläsinger wieder neu gegründet in Reutlingen durch Schlesierverlag L. Heege. Mit der Herausgabe das Jahrgangs 2005 endete die lange Geschichte von Der Gemittliche Schläsinger.